# Consejo de Comunidades Asturianas
El Consejo de Comunidades Asturianas es un órgano colegiado del Principado de Asturias con atribuciones de representación y participación de las comunidades asturianas que tengan el reconocimiento de asturianía. Fue creado en 1984 y, desde 2018, tiene carácter deliberante, además de ejercer funciones consultivas y de asesoramiento.

## Composición actual
| Cargo                                                                              | Nombre | Imagen                                                                        |
| ---------------------------------------------------------------------------------- | --- | ----------------------------------------------------------------------------- |
| Presidenta                                                                         | María Antonia Fernández Felgueroso |                                                                               |
| Ex-Presidentes de Asturias                                                         | Pedro de Silva Cienfuegos-Jovellanos Juan Luis Rodríguez Vigil Rubio Antonio Trevín Francisco Álvarez-Cascos Javier Fernández Fernández | Pedro de Silva · Antonio Trevín · Francisco Álvarez-Cascos · Javier Fernández |
| Consejera de Presidencia                                                           | Rita Camblor Rodríguez |                                                                               |
| Directora general de Emigración y Memoria Democrática                              | Begoña Serrano Ortega |                                                                               |
| Rector de la Universidad de Oviedo                                                 | Santiago García Granda |                                                                               |
| Presidente de la Federación Internacional de Centros Asturianos (FICA)             | Manuel de Barros Canuria (Vicepresidente 1º) |                                                                               |
| Vocales designados por el Consejo de Gobierno                                      | Clara Sierra Caballero Jorge García López Roberto Pérez López Carmen Veiga Porto |                                                                               |
| Vocales designados por la Junta General del Principado de Asturias                 | María Antonia Fernández Felgueroso (Presidenta) Fernando Goñi Merino Daniel González Caso Leticia Valle García Víctor Suárez Piñero Paloma Noriega Álvarez Pablo Portilla Quiñones                                                                                 |                                                                               |
| Representantes de comunidades asturianas con reconocimiento de asturianía          | Valentín Martínez-Otero Pérez Clara García de Santiago (Vicepresidenta 4ª) Emilio Álvarez Sánchez Raúl Juan Estrada Andrés Juan Manuel Posada González (Vicepresidente 3º) José Manuel García Vecino Rosa María Suárez Rodríguez Nayda del Rosario Fernández Pávez |                                                                               |
| Vocal designado por la FICA                                                        | Gustavo José Cueto García |                                                                               |
| Vocal designado por la Universidad de Oviedo                                       | Xicu Xabiel García Pañeda |                                                                               |
| Vocal designado por la Academia de la Llingua Asturiana                            | Pablo Xuan Manzano Rodríguez |                                                                               |
| Director general del RIDEA                                                         | Ramón Rodríguez Álvarez |                                                                               |
| Vocal designado por el Consejo de la Juventud                                      | Álvaro Granda Cañedo |                                                                               |
| Vocales designados por los sindicatos más representativos                          | Carmen Escandón García (UGT) Marta Pulgar García (CCOO) |                                                                               |
| Vocales designados por organizaciones empresariales más representativas            | Guillermo Orejas Alonso (FADE) Alberto González Menéndez (FADE) |                                                                               |
| Vocal designado por la Fundación Archivo de Indianos                               | Santiago González Romero |                                                                               |
| Vocal designado por la Asociación de Emigrantes Retornados (AEERA)                 | Pilar Burgo Arenas (Vicepresidenta 2ª) |                                                                               |
| Vocal designado por la asociación con mayor relación con los emigrantes asturianos | Eduardo Sánchez Morrondo (Compromiso Asturias XXI) |                                                                               |
| Secretario del Consejo                                                             | Juan Carlos Martín Rodríguez |                                                                               |